# John Harrison (Uhrmacher)

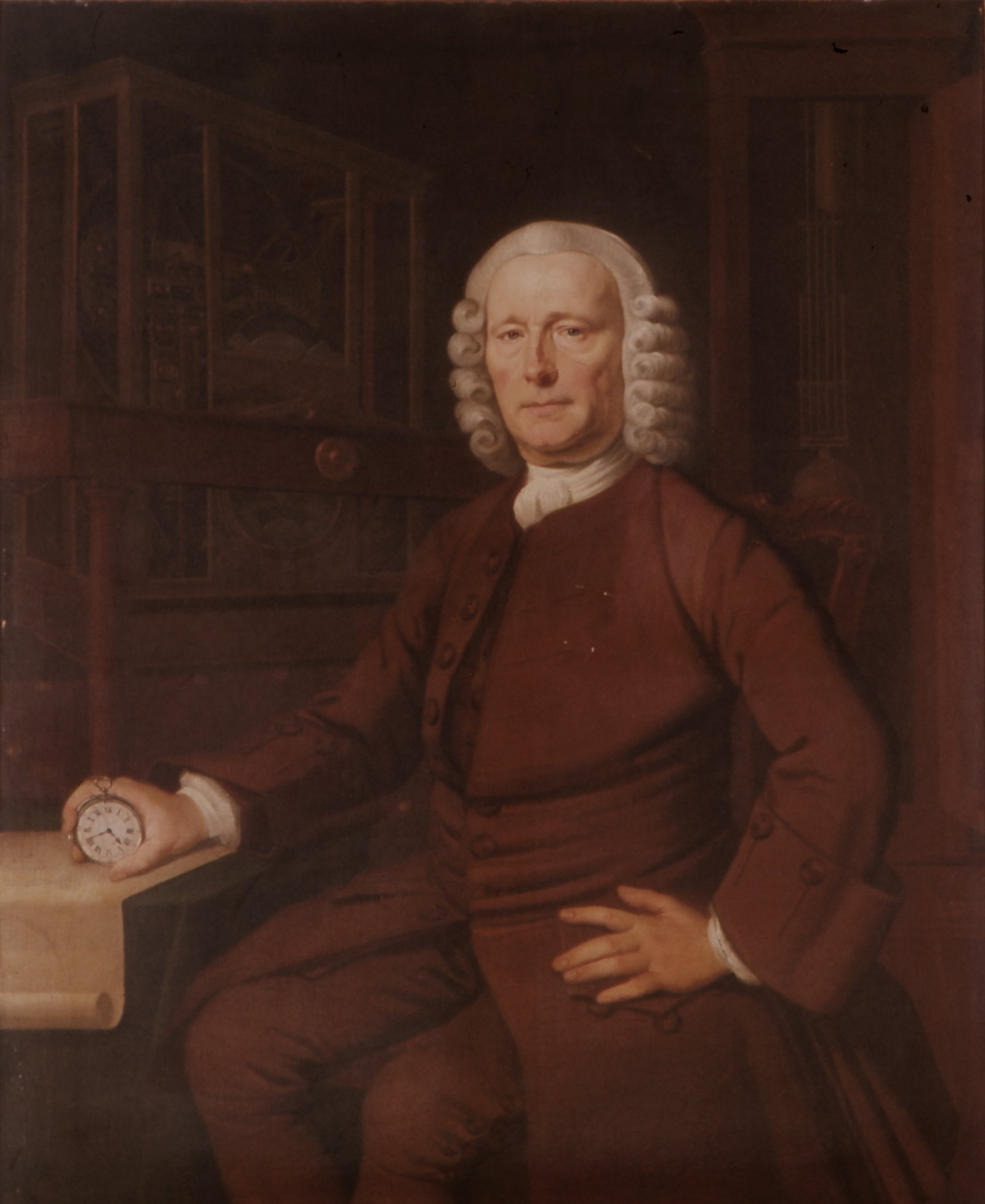
John Harrison

John Harrison (* 24. Märzjul. / 3. April 1693greg. in Foulby bei Wakefield, Yorkshire; † 24. März 1776 in London) war ein englischer Tischler, Erfinder und autodidaktischer Uhrmacher.
Er löste durch Entwicklung einer schiffstauglichen Uhr mit hoher Ganggenauigkeit das sogenannte Längenproblem, für das England 1714 einen hohen Preis ausgelobt hatte. Seine Uhren ermöglichten erstmals präzise mechanische Zeitmessungen und damit die genaue Bestimmung des Längengrades auf See.

## Leben
Über John Harrisons frühe Lebensjahre ist wenig überliefert. Er war das älteste von fünf Kindern. In seiner Jugend lernte er von seinem Vater das Tischlerhandwerk.
Mit knapp 20 Jahren konstruierte Harrison 1713 seine erste Pendeluhr, die noch heute in den Ausstellungsräumen der Worshipful Company of Clockmakers in Guildhall zu sehen ist. Der Anlass zum Bau der Uhr sowie die Frage, woher er das nötige Wissen erlangte, sind ungeklärt. In den Jahren 1715 und 1717 baute er noch zwei sehr ähnliche Pendeluhren.
1718 heiratete er Elizabeth Barrel (1693–1726), mit der er einen Sohn bekam. Nach dem Tod seiner Frau heiratete Harrison im Jahre 1726 Elizabeth Scott (ca. 1702–1777), mit der er zwei weitere Kinder hatte.

Animation der Grasshopper-Hemmung

Zwischen 1725 und 1727 konstruierte Harrison gemeinsam mit seinem Bruder zwei große Standuhren. Dabei führte er wichtige Innovationen wie die Grasshopper-Hemmung und das Rostpendel ein. Dadurch erreichten sie eine für die damalige Zeit enorme Genauigkeit (etwa eine Sekunde Abweichung pro Monat).
Ab 1727 fing John Harrison an, sich mit der Konstruktion von Schiffsuhren und dem damit verbundenen Längenproblem auseinanderzusetzen.
Sein Grab befindet sich in St Johns Churchyard, Hampstead.

## Das Längenproblem
Während die geografische Breite relativ einfach mit für die Seefahrt hinreichender Genauigkeit bestimmbar ist, gestaltet sich die Bestimmung der Länge mit ähnlicher Genauigkeit weitaus schwieriger.
Das englische Parlament hatte 1714 mit dem Longitude Act bis zu 20.000 Pfund Preisgeld für eine praktikable Lösung des Längenproblems ausgelobt. Das Preisgeld staffelte sich nach Genauigkeit der eingereichten Methode. Erst ein Jahrzehnt nach der Veröffentlichung des Preisgeldes beschäftigte sich John Harrison mit diesem Thema, das ihn bis an sein Lebensende begleiten sollte. Bisher waren mittels astronomischer Navigation noch keine praktikablen Lösungen gefunden worden. Zur Beurteilung eingereichter Vorschläge und zur Verwaltung des Preisgeldes war die Längenkommission (Board of Longitude) eingerichtet worden.

## Harrisons Vision
Namhafte Astronomen in ganz Europa bemühten sich um astronomische Lösungen, insbesondere die Monddistanz-Methode, bei der der Winkelabstand des Mondes zu hellen Fixsternen in der Nähe seiner Bahn bestimmt wird. Der astronomische Lösungsansatz baute auf Tabellen von Sternbedeckungen, die zwar damals hinreichend genau berechenbar waren, jedoch die Sichtbarkeit des Mondes voraussetzten und kompliziert anzuwenden waren.
John Harrison setzte dagegen auf genügend genaue Uhren.
Harrison hatte 1713 seine erste Pendeluhr mit Holzräderwerk gebaut und später als erste bedeutende Erfindung die Temperaturabhängigkeit der Pendel kompensiert: Ein Gitter aus zwei Arten von Metallstäben mit unterschiedlicher Wärmeausdehnung (Stahl und Messing) verhinderte die Änderung der Pendel-Gesamtlänge bei Temperaturschwankungen.
Einen reibungsarmen Lauf seiner Standuhren hatte er mit seiner Grasshopper-Hemmung erzielt, schmierungsfreie Holzzahnräder vermieden Abweichungen durch verharzendes Öl. Überprüfungen durch Messung von Sterndurchgängen bewiesen die Verringerung früherer Ungenauigkeiten auf weniger als ein Zehntel.
Danach wollte er ähnlich genaue Uhren für Schiffe konstruieren: 1728 stellte er sein Konzept vor, 1735 sein erstes Modell. Temperaturschwankungen kompensierte er durch Bimetall, Schiffsbewegungen, indem er (im ersten Entwurf) zwei identische Pendel durch eine Feder verband.
Das Chronometer wurde zu Beginn der Reise auf die Sonnenzeit des bekannten Längengrades, nämlich des Greenwich-Meridians, eingestellt. Aus dem Zeitunterschied zwischen der angezeigten Zeit und der (durch Peilung von Sonne oder Gestirnen) ermittelten Ortszeit ließ sich die geographische Länge hinreichend genau berechnen – annähernd sekundengenaue Uhrzeit vorausgesetzt.

## Erfolgreiche Tests

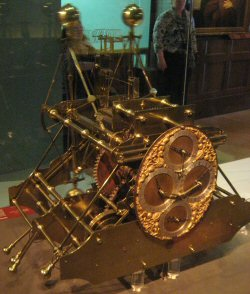
H1

Eine Testfahrt mit dem ersten von Harrison entwickelten Modell, heute H1 genannt, nach Lissabon und zurück zeigte weitaus höhere Genauigkeit als für die Erlangung des Preises vorgeschrieben, jedoch hatte die Reisedauer nicht den Bedingungen der Ausschreibung entsprochen.
Vor allem aber stand Harrison als wissenschaftlicher Laie einem gelehrten Gremium gegenüber. Das verzögerte die Annahme seiner Idee um Jahrzehnte. Besonders Sir Nevil Maskelyne (1732–1811), ab 1765 Hofastronom des englischen Königshauses, setzte bis zuletzt auf die Längengradbestimmung mit der (deutlich kostengünstigeren und apparativ einfacher umsetzbaren) Monddistanzen-Methode und änderte die Auslegung der Ausschreibung zu Harrisons Ungunsten.

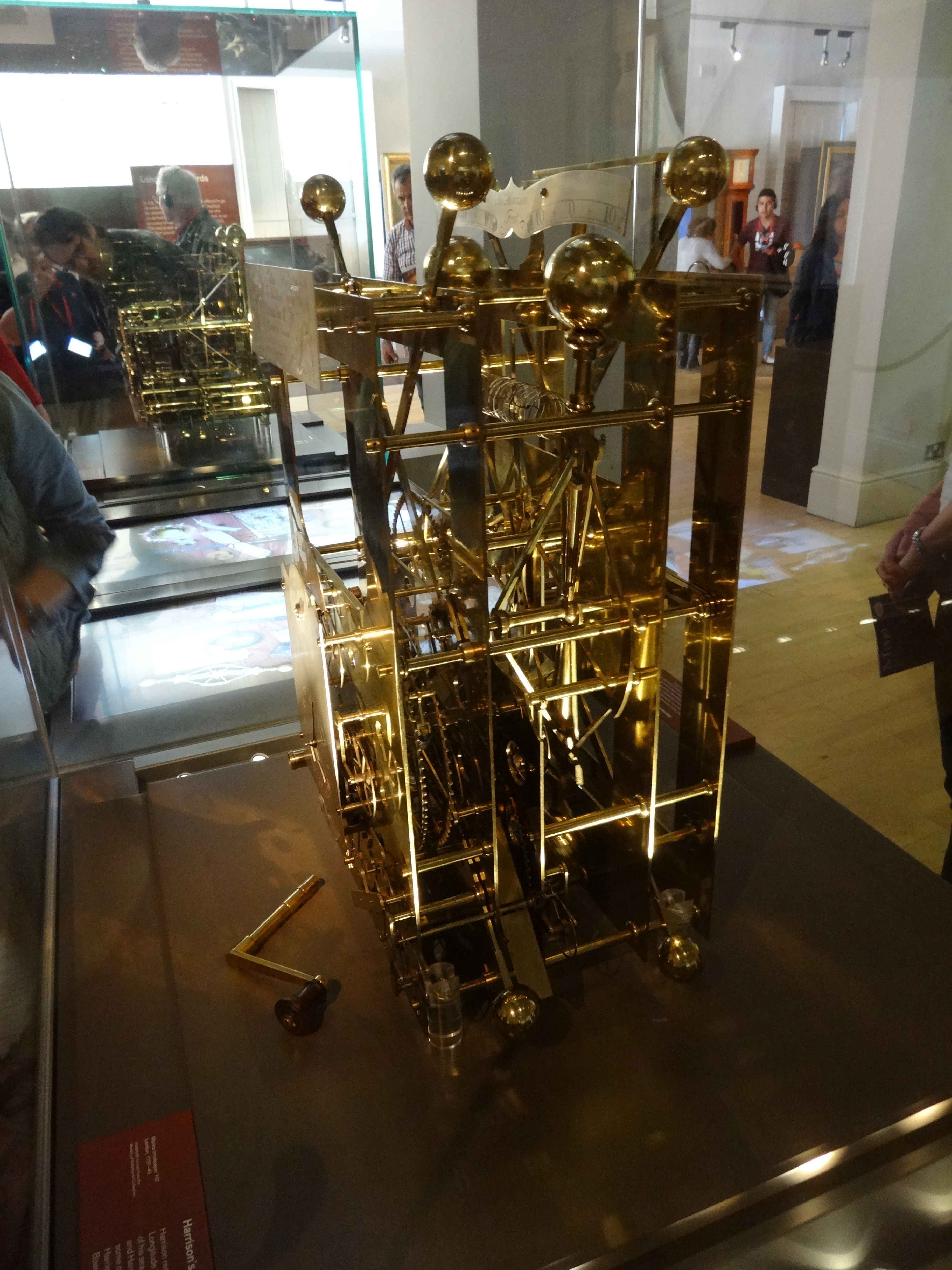
H2

Harrison erhielt aus dem Fundus der Längenkommission gerade genug Geld für ein verbessertes Modell H2 (1737), später für die kugelgelagerte H3. Keine dieser beiden Uhren wurde getestet, da England im Krieg mit Spanien war und man keinesfalls ein solches Gerät in Feindeshand geraten lassen wollte.

## Das bahnbrechende Modell 4

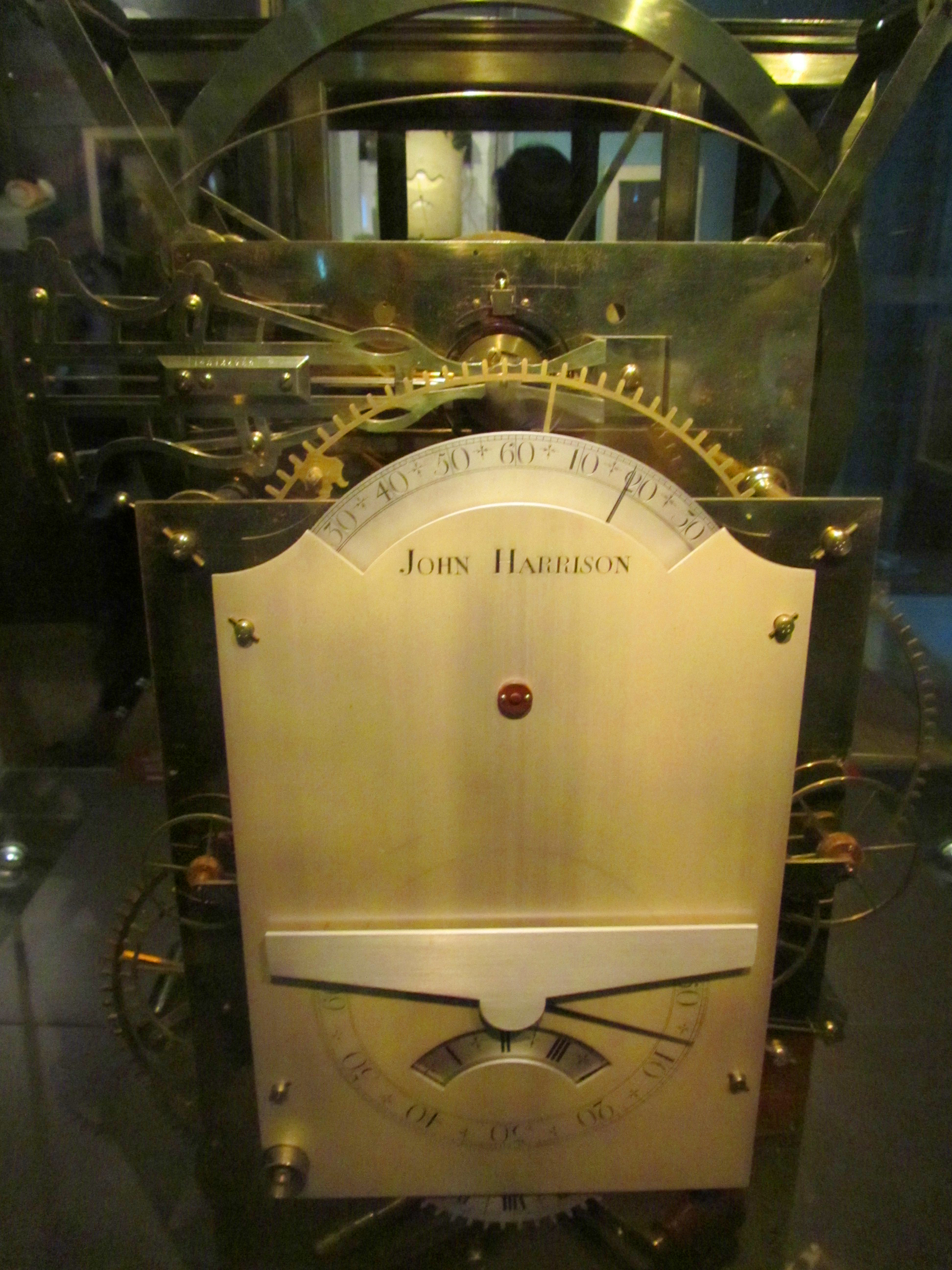
H3

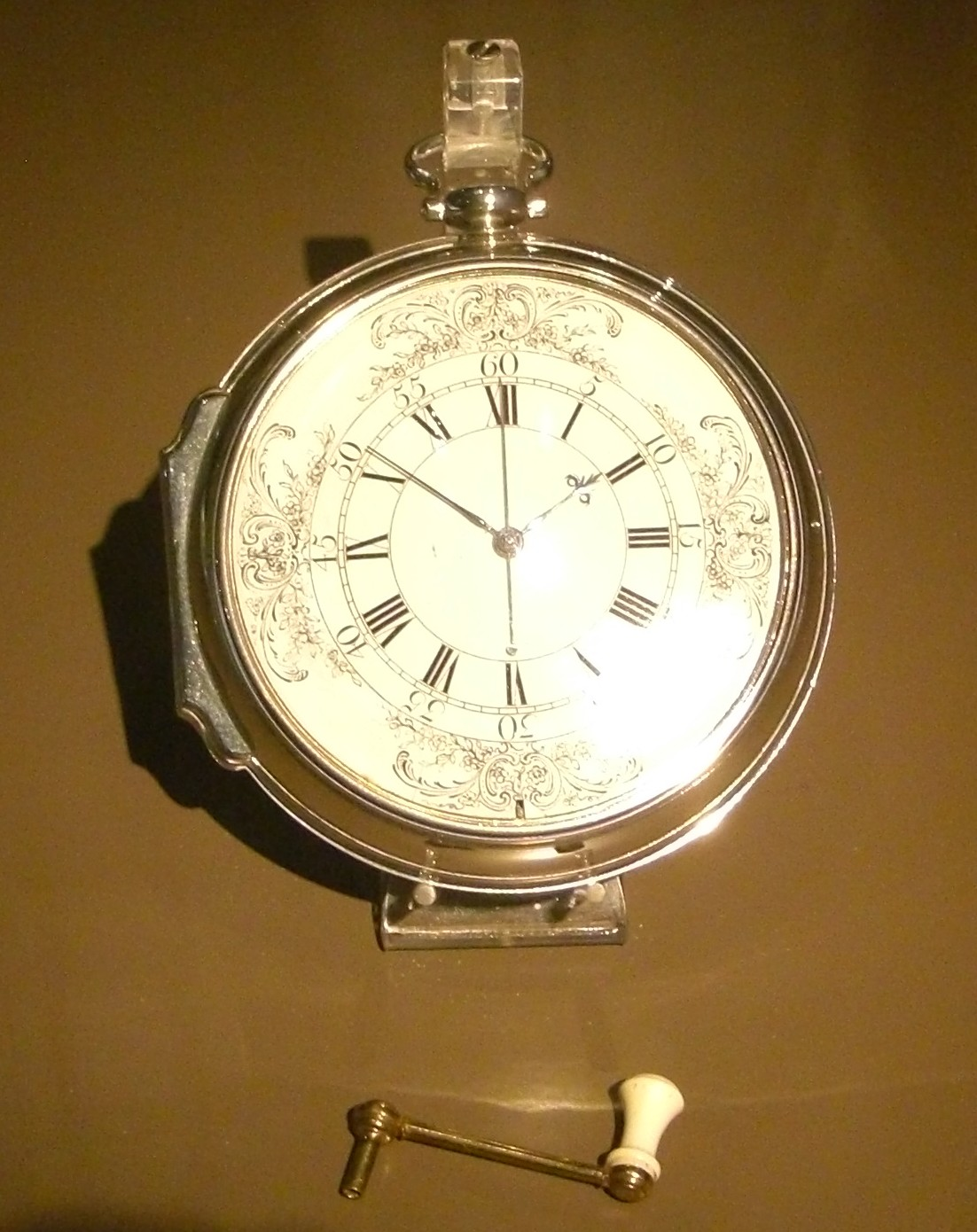
H4

Eine Taschenuhr, die er 1753 bei John Jefferys in London für sich selbst anfertigen ließ und die überraschend genau ging, bewog Harrison zu einem vollkommen neuen Konzept: Er brach die Weiterentwicklung der H3 ab und stellte 1759 ein viertes Modell vor, mit 13 cm Durchmesser und 1,45 kg Gewicht weitaus kleiner und leichter als jedes seiner früheren Stücke. Wesentlich für die Genauigkeit der H4 war ein neu entwickelter Antriebsmechanismus (remontoir d’égalité). Das Prinzip wird noch heute in mechanischen Chronometern angewandt.

## Kampf um das Preisgeld
Die H4 zeigte auf der 81-tägigen Fahrt nach Jamaika nur eine Gangabweichung von 5 Sekunden. Insgesamt wies sie bei der Rückkehr nach England eine Abweichung von 1 Minute und 54,5 Sekunden auf. Ihre Genauigkeit wurde von Kritikern aber als „zufällig“ beargwöhnt. Harrison wurde genötigt, die Uhr vor den Augen der Kommission zu zerlegen, zu erklären und Konstruktionszeichnungen zu übergeben. Damit sollte ein anderer Uhrmacher ein weiteres Exemplar desselben Modells herstellen (ursprünglich waren sogar zwei gefordert). Harrison hatte im Jahr 1765 10.000 £ erhalten, nachdem er sich an das Parlament gewandt hatte. Er durfte für den Nachbau einen Fachmann vorschlagen und entschied sich für den Londoner Uhrmacher Larcum Kendall, der ihm auch schon vorher bei der Anfertigung seiner Instrumente behilflich gewesen war.

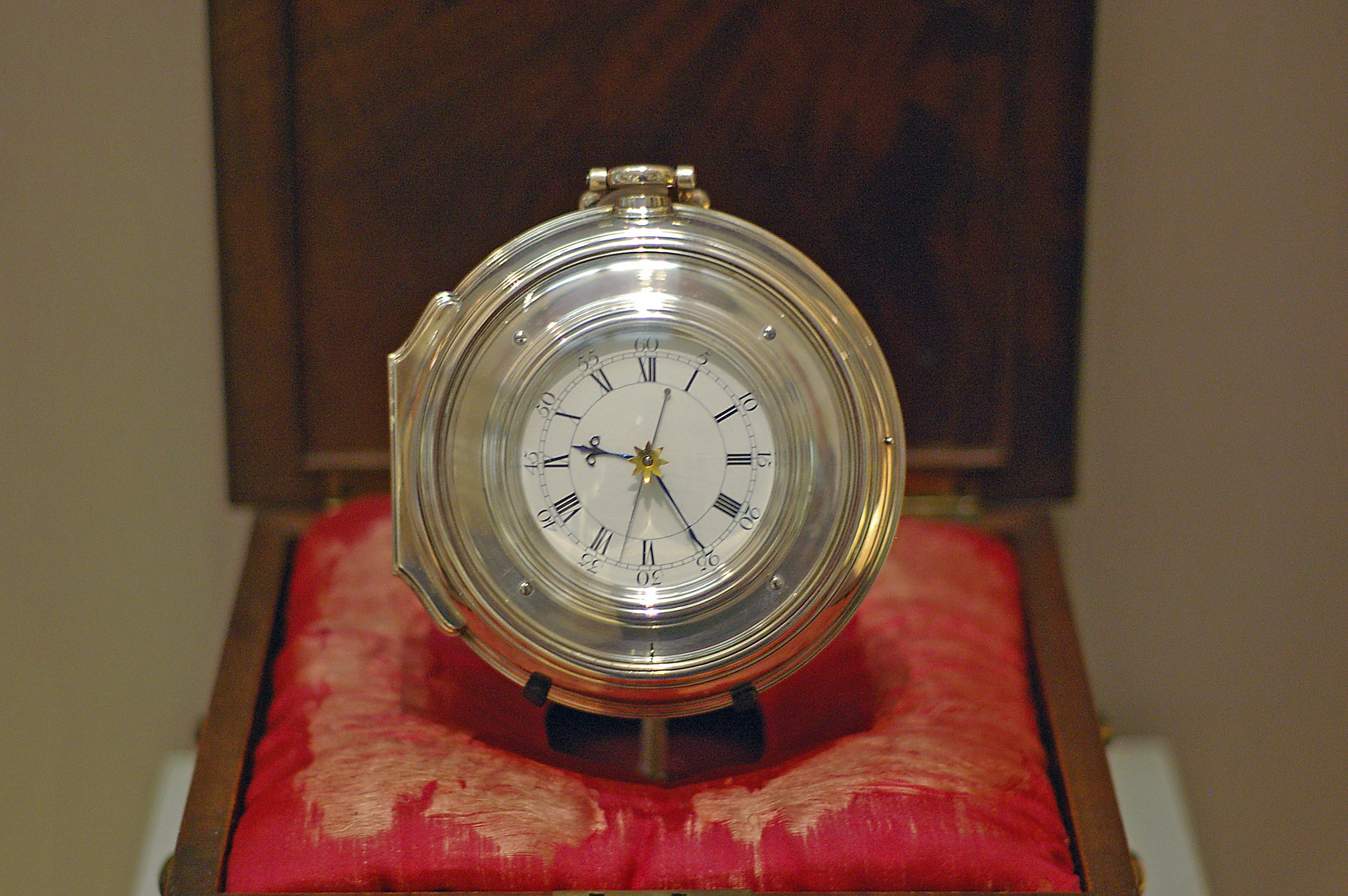
H5

Harrison selbst, bereits in hohem Alter, musste sein nächstes Modell ohne seine Originalpläne bauen, schuf aber in Zusammenarbeit mit seinem Sohn William ein wiederum verbessertes Exemplar, die H5. Nach einer Audienz bei Georg III. testete der König das Gerät persönlich. Er äußerte höchste Zufriedenheit und setzte sich für Harrison bei der Kommission ein; trotzdem blieb dem Modell die Anerkennung des Board of Longitude verwehrt. Erst nachdem der König angedroht hatte, persönlich vor dem Parlament zu erscheinen, wurden Harrison 1773, drei Jahre vor seinem Tod, weitere 8750 £ zugebilligt.

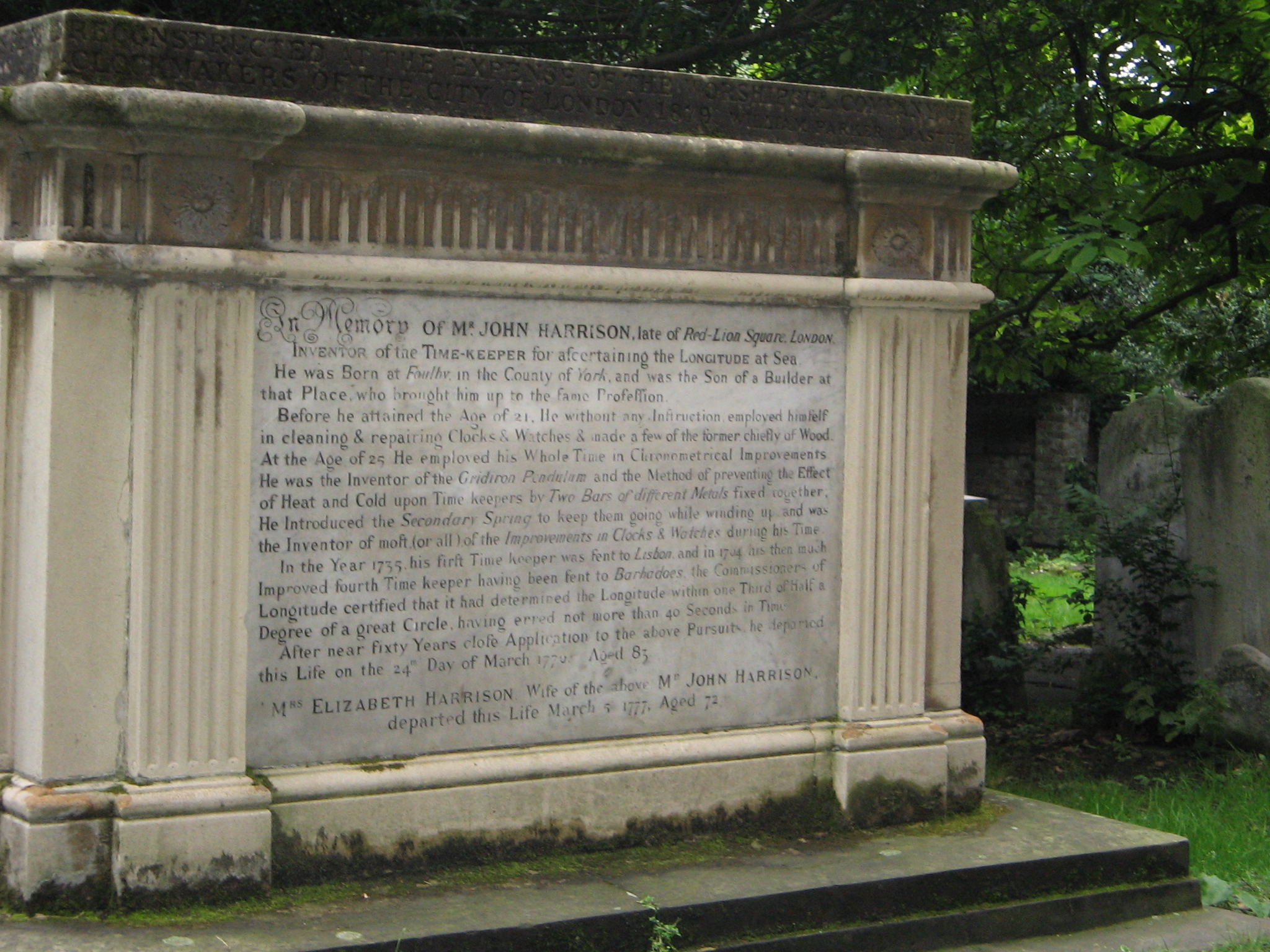
John Harrisons Grabstein

## Längenproblem gelöst
Erst als James Cook am 30. Juli 1775 von seiner zweiten Weltreise heimkehrte und die Qualität der K1, Kendalls exakter Kopie der H4, bestätigte, galt auch den meisten Astronomen das Längenproblem als gelöst.
Das Original der H4 war wegen der Tests und des mehrfachen Zerlegens für diese Reise nicht in Frage gekommen. Drei andere Uhren waren den Belastungen der Reise nicht gewachsen gewesen. Im Logbuch nennt der zunächst skeptische Cook Kendalls Werk (also Harrisons Erfindung) seinen nie versagenden Führer. Damit erlebte Harrison acht Monate vor seinem Tod die Erfüllung seiner Vision. 1959 benannte das UK Antarctic Place-Names Committee in Erinnerung an Harrisons Leistungen die Harrison-Passage in der Antarktis nach ihm.

## Entwicklung der Schiffschronometer
Gelernte Uhrmacher entwickelten wenig später billigere Uhren, die das Gleiche leisteten. Hatte K1 (die Kopie der H4) 500 £ gekostet, damals rund 30 % des Wertes eines kleineren Schiffes, so gelang es den Uhrmachern John Arnold und Thomas Earnshaw, die Produktion so weit zu vereinfachen, dass Chronometer gegen 1790 auf etwa 70 £ kamen. Erst um das Jahr 1840 war jedes Schiff der Royal Navy mit einem Chronometer ausgerüstet.
Harrisons großes Verdienst bestand darin, bewiesen zu haben, dass Uhren mit einer Gangunsicherheit von wenigen Sekunden pro Tag technisch machbar sind, was bis dahin (etwa auch von Isaac Newton) bestritten worden war.
Die Bezeichnungen H1 bis H5 stammen aus der Zeit um 1923. Sie wurden von Lieutenant-Commander Rupert Gould geprägt, der im Zuge von Recherchen zu seinem Buch The Marine Chronometer, its History and Development die unbeachteten Instrumente H1 bis H4 in einem Lagerraum wiederentdeckte und instand setzte. Sie befinden sich seither in funktionsfähigem Zustand und als Teil der Sammlungen des Königlichen Observatoriums im National Maritime Museum, Greenwich. Ausgestellt sind sie im Royal Observatory, das seit 1738 (weltweit: 1884) den Nullmeridian markiert. H5 ist im Besitz der Londoner Uhrmacherzunft und als Teil der Sammlungen Georg III. im Science Museum untergebracht.

## Spielfilm
- Der Längengrad – Longitude (USA/GB, 2000) von Charles Sturridge, mit Jonathan Coy, Christopher Hodsol und Jeremy Irons

## Filmdokumentationen
- Planetarium Wien: Planetariumsshow „Längengrad“
- Planetarium Bremen: Planetariumsshow „Längengrad“
- ZDF: Mission X: 02. Entscheidung Längengrad (D 2002)

## Ehrungen
- The Harrison Medal – Preise für Exzellenz[3]
- Nach ihm wurde der Asteroid (20314) Johnharrison benannt.